# Scotinella
Genre
Synonymes
- Phruronellus Chamberlin, 1921

Scotinella est un genre d'araignées aranéomorphes de la famille des Phrurolithidae.

## Distribution
Les espèces de ce genre se rencontrent aux États-Unis, au Mexique et au Canada.

## Liste des espèces
Selon World Spider Catalog (version 24.5, 14/10/2023) :
- Scotinella adjacens (Gertsch & Davis, 1940)
- Scotinella alata (Ivie & Barrows, 1935)
- Scotinella apachea (Gertsch, 1941)
- Scotinella approximata (Gertsch & Davis, 1940)
- Scotinella banksi (Gertsch, 1941)
- Scotinella bennetti Platnick & Chamé-Vázquez, 2024
- Scotinella britcheri (Petrunkevitch, 1910)
- Scotinella brittoni (Gertsch, 1941)
- Scotinella californica (Chamberlin & Gertsch, 1930)
- Scotinella coahuilana (Gertsch & Davis, 1940)
- Scotinella coylei Platnick & Chamé-Vázquez, 2024
- Scotinella custeri Levi, 1951
- Scotinella debilis (Gertsch & Davis, 1940)
- Scotinella deleta (Gertsch, 1941)
- Scotinella diversa (Gertsch & Davis, 1940)
- Scotinella divesta (Gertsch, 1941)
- Scotinella divinula (Gertsch, 1941)
- Scotinella dixiana Roddy, 1957
- Scotinella elpotosi Chamé-Vázquez & Jiménez, 2022
- Scotinella floridae (Chamberlin & Gertsch, 1930)
- Scotinella formica (Banks, 1895)
- Scotinella formidabilis (Chamberlin & Gertsch, 1930)
- Scotinella fratrella (Gertsch, 1935)
- Scotinella garman Chamé-Vázquez & Guzmán-García, 2023
- Scotinella gertschi Platnick & Chamé-Vázquez, 2024
- Scotinella goodnighti (Muma, 1945)
- Scotinella iviei Platnick & Chamé-Vázquez, 2024
- Scotinella madisonia Levi, 1951
- Scotinella manitou Levi, 1951
- Scotinella minnetonka (Chamberlin & Gertsch, 1930)
- Scotinella pallida Banks, 1911
- Scotinella pelvicolens (Chamberlin & Gertsch, 1930)
- Scotinella pennimani Platnick & Chamé-Vázquez, 2024
- Scotinella picta (Chamberlin & Gertsch, 1930)
- Scotinella pintura (Ivie & Barrows, 1935)
- Scotinella poncei Chamé-Vázquez & Maldonado-Carrizales, 2023
- Scotinella pugnata (Emerton, 1890)
- Scotinella redempta (Gertsch, 1941)
- Scotinella sculleni (Gertsch, 1941)
- Scotinella similis (Banks, 1895)
- Scotinella singula (Gertsch, 1941)
- Scotinella tamaulipana (Gertsch & Davis, 1940)
- Scotinella tepejicana (Gertsch & Davis, 1940)
- Scotinella thurstoni Platnick & Chamé-Vázquez, 2024

## Systématique et taxinomie
Ce genre a été décrit par Banks en 1911 dans les Clubionidae. Il est placé dans les Corinnidae par Bosselaers et Jocqué en 2002 puis dans les Phrurolithidae par Ramírez en 2014.
Phruronellus a été placé en synonymie par Platnick et Chamé-Vázquez en 2024.

## Publication originale
- Banks, 1911 : « Some Arachnida from North Carolina. » Proceedings of the Academy of Natural Sciences of Philadelphia, vol. 63, p. 440-456 (texte intégral).